# .jobs
.jobs ist eine generische Top-Level-Domain (gTLD), die von der Employ Media LLC mit Sitz in Cleveland verwaltet wird. Sie besteht seit dem 8. September 2005 und ist primär für Unternehmen gedacht, die eine Website mit Stellenangeboten betreiben möchten. Vormerkungen für .jobs wurden bereits seit Juni 2005 durch diverse Anbieter angenommen.

## Eigenschaften
Eine .jobs-Domain darf zwischen drei und 63 Zeichen lang sein und nur alphanumerische Zeichen beinhalten. Andere Zeichen sind nur möglich, sofern es sich um Bindestriche handelt, die nicht ganz am Anfang, am Ende oder an dritter und vierter Stelle stehen. Für die Bestellung einer .jobs-Domain ist es notwendig, nachzuweisen, dass unter der Adresse eine Website betrieben wird. Ein reiner Platzhalter ist nicht zulässig, außerdem muss die Domain den Namen des registrierenden Unternehmens enthalten.
Im Jahr 2010 bescherte die Vergabe ortsbasierter Domains der Endung einen größeren Aufschwung, im Vergleich zu anderen generischen Top-Level-Domains ist .jobs aber trotzdem eher gering verbreitet. Im Zuge der Einführung weiterer neuer Top-Level-Domains beurteilten Experten die Domain genau wie .travel als mäßig erfolgreich. Außerdem wurde bekannt, dass die Vergabekriterien in Zukunft dahingehend liberalisiert werden, dass .jobs von jedermann ohne Einschränkung registriert werden kann. Im Zuge dessen wird auch das sogenannte Trademark Clearinghouse der ICANN, das eigentlich nur für neue Top-Level-Domains vorgesehen ist, für diese bereits existierende Adresse implementiert.

## Streit mit ICANN
Im August 2011 kam es zum Streit zwischen Employ Media und der Internet-Verwaltung ICANN, da letztere zunächst die Vergabe von generischen .jobs-Domains genehmigt, diese später aber wieder zurückgezogen hat. Die Vergabestelle hat daraufhin Klage vor der Internationalen Handelskammer erhoben, woraufhin die ICANN wiederum mit dem Entzug der Lizenz gedroht hat. Letztendlich haben sich beide Parteien auf einen Kompromiss geeinigt, bei dem die Domain nicht mit dem Namen des Unternehmens identisch sein, diesen aber zumindest enthalten muss. Damit sind generische Adressen wenigstens teilweise möglich.